# Војно-поморске снаге Украјине
Војно-поморске снаге Украјине (укр. Військово-Морські Сили Збройних Сил України) су један од три рода Оружаних снага Украјине, осмишљене да заштите суверенитет и националне интересе Украјине на мору, да поразе непријатељске поморске групе у свом оперативном подручју самостално и у сарадњи са другим гранама Оружаних снага Украјине. Војно-поморске снаге имају подршку копнених снага у приобалном подручју.
У оквиру поморских снага Украјине је 15.470 људи. Морнарица Украјине посједује: 4 корвете, 3 фрегате, 1 подморницу, 26 пловила и подршку 35 авиона.
Главна база морнарице - Севастопољ. Кључне тачке поморских снага Украјине: Одеса, Новоозерне, Саки, Севастопољ.

## Командант
Вице-адмирал Олексиј Леонидович Неижпапа

## Структура командовања
Министарство одбране Украјине

## Служба
1917-1921, поново у служби 12.12.1991.

## Ратови/битке
- Украјинско-совјетски рат (1917—1921)
- Руско-украјински рат (2014—данас)

## Дан Морнарице војске Украјине
Дан Морнарице војске Украјине је 1. август.

## Химна
Текст: Леонида Курјазенка
Ноте: Валерија Громцева
Прва строфа:
Нашої державності оплот,
Кримського південного кордону —
Український Чорноморський флот
Забезпечить міцну оборону.
Синьо-жовтий прапор майорить,
Прийнята присяга Україні,
Будуть вірно моряки служить
Незалежній молодій країні.
Припев:
Браття! Послужим Україні ми!
За Чорне море станемо грудьми!
За наш чудовий і чарівний Крим!
За Український прапор, що над ним!
Друга строфа:
Хай завжди на морі буде штиль.
А якщо проб'є сигнал тривоги —
Моряки підуть напроти хвиль
І піднімуть прапор Перемоги.
Бачить Бог, державності оплот,
Кримського південного кордону —
Український Чорноморський флот
Забезпечить міцну оборону.
Припев:
Браття! Послужим Україні ми!
За Чорне море станемо грудьми!
За наш чудовий і чарівний Крим!
За Український прапор, що над ним!